# Merle à dos roux
Turdus rufopalliatus
Espèce
Statut de conservation UICN

 LC  : Préoccupation mineure
Le Merle à dos roux (Turdus rufopalliatus) est une espèce de passereau appartenant à la famille des Turdidae.

## Répartition et sous-espèces
- T. r. rufopalliatus Lafresnaye, 1840 : Sierra Madre occidentale ;
- T. r. interior Phillips, AR, 1991	: centre-sud du Mexique ;
- T. r. graysoni (Ridgway, 1882) : îles Tres Marias.